# Soheib Bencheikh

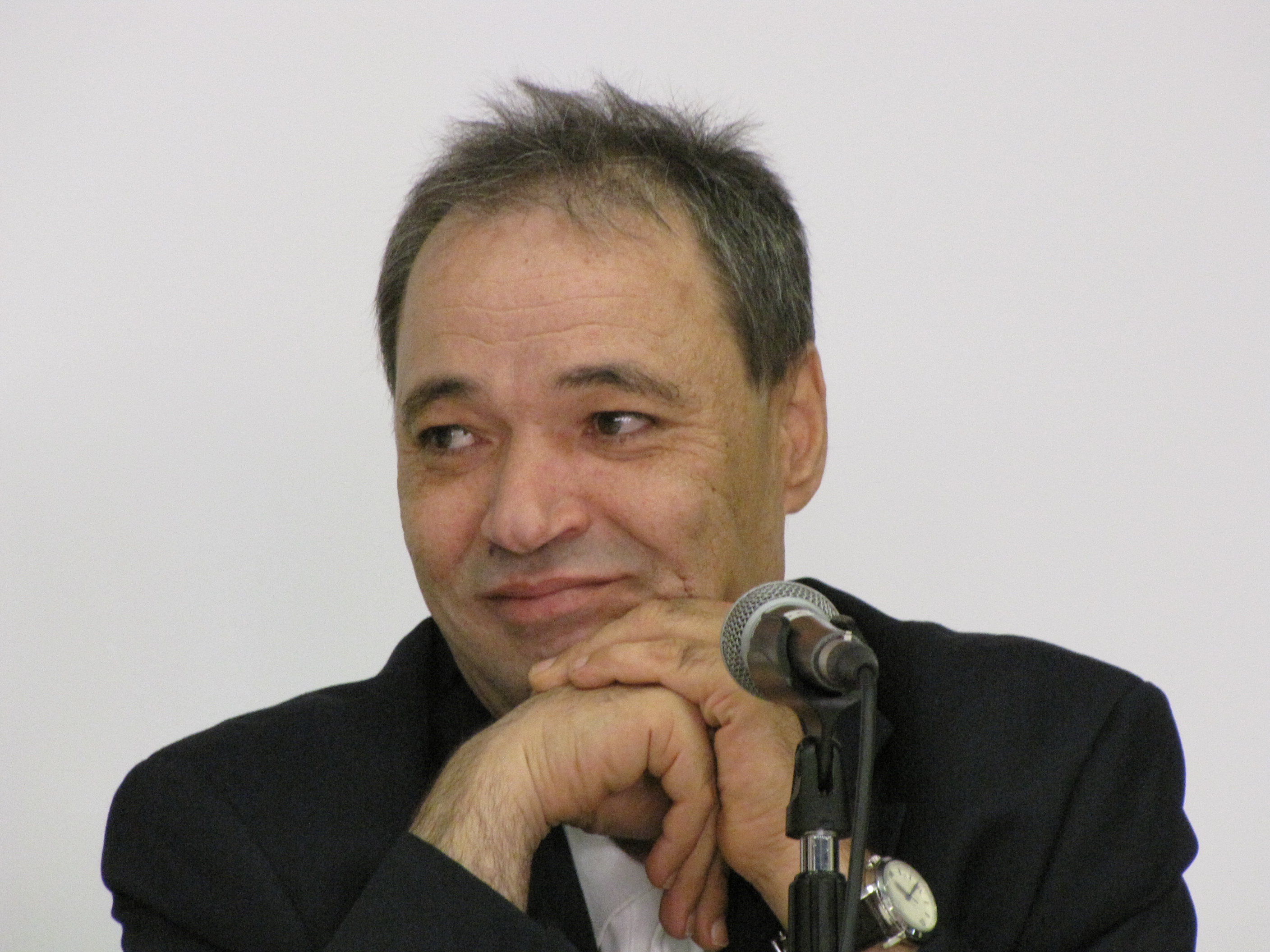
Soheib Bencheikh (2011)

Soheib Bencheikh (Djedda (Saoedi-Arabië), 20 december 1961) is een intellectueel en een islamitisch theoloog. Hij was grootmoefti van de moskee van Marseille. Hij is onderzoeker in islamitische wetenschap en voorzitter van de Conseil de réflexion et d'action sur l'islam (CORAI) en directeur van het Institut supérieur des sciences islamiques (ISSI). Hij is een van de bekendste moslims in Frankrijk. 

## Biografie
Geboren in een familie van Algerijnse imams, studeerde hij aan de islamitische theologie aan de al-Azhar universiteit in Caïro. Hij behaalde in 1995 een doctoraat in religieuze studies van de École pratique des hautes études (EPHE) in Parijs. Hij werd benoemd tot grootmoefti voor Marseille door Dalil Boubakeur, rector van Moskee van Parijs. Sinds 2003 is hij lid van Conseil français du culte musulman (datum van zijn oprichting).

## Maatschappelijk engagement
Bencheikh is een religieus leider die zich inzet in de strijd tegen het religieus fundamentalisme. Hij propageert en verdedigt de waarden van de democratie en het secularisme. Hij bepleit dat de moslims in Europa als loyale burgers in de Europese samenleving zonder voorwaarden de burgerlijke wetten naleven. Bencheikh bestrijdt wat hij ziet als wahabitische en salafistische afwijkingen. Hij bestrijdt eveneens Tariq Ramadan, die hij een "charismatische volksmenner"  met een totalitaire visie noemde. Hij is daarnaast zeer bekend vanwege zijn deelname aan de interreligieuze dialoog. 
Hij is de auteur van Les Grandes Religions en 'Marianne et le Prophète : l'islam dans la laïcité. Hij bepleit een herlezing van de Koran in het licht van de hedendaagse kennis en denkbeelden.

## 2004: wet op de religieuze tekens op school
Bencheikh is een duidelijk voorstander van de loi sur les signes religieux à l'école. De sluier was volgens hem voor jonge meisjes een foute keuze, die niet in de Koran voorgeschreven is. Voor Bencheikh is daarentegen een goede scholing en opvoeding de beste bescherming van de vrouw.

## 2006:cartoons over Mohammed in Jyllands-Posten
Tijdens de internationale crisis naar aanleiding van de karikaturen over de profeet Mohammed sprak Soheib Bencheikh zich uit tegen elke publieke manifestatie en tegen gerechtelijke stappen tegen de publicatie van de karikaturen. Volgens hem was het essentieel de vrijheid van meningsuiting te verdedigen.